# The Call of the Wild (2020)
The Call of the Wild is een Amerikaanse avonturenfilm uit 2020 geregisseerd door Chris Sanders. De film is gebaseerd op het gelijknamige boek van Jack London. De hoofdrollen worden vertolkt door Harrison Ford, Dan Stevens, Omar Sy, Karen Gillan, Bradley Whitford en Colin Woodell.

## Verhaal
Het verhaal speelt zich af op de Goldrush van Klondike in 1890. Een hond, genaamd Buck, wordt gestolen vanuit zijn thuis in Californië en wordt achtergelaten in Yukon. Aldaar wordt hij aangetroffen door John Thornton waarmee hij nieuwe avonturen beleeft.

## Rolverdeling
| Acteur           | Nederlandse stem  | Personage                           |
| ---------------- | ----------------- | ----------------------------------- |
| Harrison Ford    | Bert Simhoffer    | John Thornton                       |
| Dan Stevens      | Mike Waijters     | Hal                                 |
| Omar Sy          | Murth Mossel      | Perrault                            |
| Karen Gillan     | Marlies Bosmans   | Mercedes                            |
| Cara Gee         | Anne-Mieke Ruyten | Françoise                           |
| Bradley Whitford |                   | Judge Miller                        |
| Colin Woodell    |                   | Charles                             |
| Scott Macdonald  |                   | Dawson                              |
| Terry Notary     |                   | Spoorwerker / Buck (motion capture) |
| Buckley          |                   | Buck (model voor CGI-versie)        |

## Productie
In 2017 maakte 20th Century Fox bekend dat er een verfilming in productie was naar het gelijknamige boek van Jack London. Chris Sanders zou de regierol op zich nemen en dat Michael Green verantwoordelijk moest zijn voor het script.

### Casting
Harrison Ford en Dan Stevens werden in juli 2018 gecast. Tegelijkertijd werd ook bekendgemaakt dat de film vooral zou bestaan uit special effects. In de maanden die daarop volgden werden Colin Woodell, Omar Sy, Karen Gillan en Bradley Whitford toegevoegd aan het project.

### Opnames
De opnames gingen eind september in Los Angeles van start.

## Release
The Call of the Wild ging op 13 februari 2020 in première in Los Angeles. In de Verenigde Staten is de film op 21 februari uitgebracht en verscheen een week later in de Nederlandse bioscopen.
Op Rotten Tomatoes heeft de film een waarde van 63%, gebaseerd op 180 recensies. Op Metacritic heeft de film een gemiddelde score van 47/100, gebaseerd op 42 recensies.